# بیگانه‌ای با من است
بیگانه‌ای با من است (با نام اصلی:See Jane Run) یک رمان مهیج روان‌شناسانه نوشتهٔ جوی فیلدینگ است که در سال ۱۹۹۱ منتشر شد و در لیست پرفروش‌ترین کتاب‌های سال قرار گرفت.